# Кортландт-стрит (Манхэттен)
Ко́ртландт-стрит (англ. Cortlandt Street) — односторонняя улица в Нижнем Манхэттене, Нью-Йорк. Кортландт-стрит берёт начало от Бродвея и заканчивается на Черч-стрит. На пересечении с Бродвеем Кортландт-стрит переходит в улицу Мейден-Лейн. Параллельно улице к югу от неё проходит Либерти-стрит, к северу — Дей-стрит.
В 1637 году (по другим данным — в 1638 году) в Новом Амстердаме поселилась семья голландского солдата Голландской Вест-Индской компании Олоффа Ван Кортландта (нидерл. Oloff Van Cortlandt). В 1655—1665 годах он был городским бургомистром. К западу от Бродвея он возвёл поместье, на территории которого впоследствии была проложена современная улица.
В середине XVIII на улице проживало заметное количество небогатых ремесленников. В сентябре 1807 года от пристани на западном окончании Кортланд-стрит, выходившей в то время на реку Гудзон, начал совершать регулярные рейсы первый в мире пароход «Клермонт» Роберта Фултона.
В 1970-е годы на Кортландт-стрит было возведено два высотных здания. Одно из них, Уан-Либерти-Плаза, по состоянию на 2006 год занимало 188 позицию среди самых высоких зданий мира.
В результате обрушения башен ВТЦ станция метро Кортландт-стрит линии Бродвея и Седьмой авеню, Ай-ар-ти была разрушена. Открытие восстановленной станции произошло в 2018 году.

## Галерея
- Вид в восточном направлении
- Вид на улицу (по центру) из Южной башни ВТЦ в 1984 году